# Robert Radclyffe (5e comte de Sussex)
Robert Radclyffe, 5e comte de Sussex, (12 juin 1573 - 22 septembre 1629) est un pair anglais.

## Biographie
Il est le fils unique de Henry Radclyffe (4e comte de Sussex) et de sa femme Honora Pounde, et est connu sous le titre de vicomte Fitzwalter de 1583 jusqu'à ce qu'il succède à son père en tant que comte le 4 décembre 1593.
En août 1594, il est envoyé comme ambassadeur extraordinaire en Écosse pour assister au baptême du fils aîné de Jacques VI, Henry, et avec une mission diplomatique. Le baptême est retardé jusqu'à ce que le groupe arrive au château de Stirling. Il a des audiences avec Jacques VI d'Écosse et Anne de Danemark le 29 août et le baptême a lieu le lendemain. Sussex transporte l'enfant de sa chambre à coucher à la chapelle royale et vice-versa. Après des discussions avec Jacques VI sur les catholiques et les rebelles écossais, il quitte l'Écosse le 12 septembre avec un cadeau de plaques en vermeil et est blessé par un cheval près de Northallerton le 14 septembre.
En 1596, il sert dans l'armée envoyée contre Cadix en tant que colonel d'un régiment d'infanterie, prend un rôle de premier plan avec Horace Vere dans la prise de la ville et y est fait chevalier par Robert Devereux (2e comte d'Essex) le 27 juin 1596. En novembre 1597, il fait appel à Lord Burghley pour un emploi militaire sur le continent. Il est comte maréchal d'Angleterre pendant les parlements qui siègent dans les automnes de 1597 et 1601, et est colonel général d'infanterie dans l'armée de Londres en août 1599, levée en prévision d'une invasion espagnole. En 1599 aussi, il devient chevalier de la Jarretière. Bien qu'impliqué dans la rébellion d'Essex en 1601, il est l'un des pairs chargés de le juger et est nommé Lord-lieutenant de l'Essex le 26 août 1603. Il est également gouverneur de Harwich et de Landguard Fort. Le 20 juillet 1603, il demande à la reine de le soulager de certains des embarras pécuniaires dus aux dettes envers la couronne contractées par les troisième et quatrième comtes.
En juillet 1622, il vend au marquis de Buckingham son domaine ancestral de Newhall, dans l'Essex, pour 22 000 £, et lui donne la lord-lieutenance d'Essex. Il est renommé co-lord lieutenant en 1625. Il est fréquemment à la cour, porte la robe d'hermine violette lors de la création du prince Charles en tant que prince de Galles, le 4 novembre 1616, et porte l'orbe lors du couronnement de Charles Ier le 2 février 1626. Il meurt dans sa maison de Clerkenwell le 22 septembre 1629 et est enterré avec son père et son oncle dans l'église de Boreham.

## Patronage
Sussex est un patron des hommes de lettres. En 1592, Robert Greene lui dédie comme Lord Fitzwalter Euphues Shadow, par Thomas Lodge. George Chapman préfixe à sa traduction de l' Iliade (1598), un sonnet en son honneur, « avec devoir toujours rappelé à son honorable comtesse. Un sonnet est également adressé au comte par Henry Lok, dans ses Diverses Passions chrétiennes, 1597, et Emanuel Ford lui dédie en 1598 son roman populaire Parismus.

## Famille
Sussex est marié deux fois.
Sa première épouse est Bridget, fille de Charles Morison de Cassiobury, Hertfordshire. En son honneur, Robert Greene donne à sa Philomela le sous-titre de The Lady Fitzwa[l]ter's Nightingale, 1592. Un livre de musique populaire lui est également dédié, The New Booke of Tabliture, 1596. Le mariage est troublé ; John Manningham rapporte dans son Journal du 12 octobre 1602, que le comte la traite cruellement et blâme son compagnon Edmund Whitelocke, frère de James Whitelocke, décédé à Newhall en 1608 et enterré dans la tombe familiale du comte à Boreham. Avant 1602, avec ses enfants, elle se sépare de Sussex, qui lui accorde 1 700 £ par an (selon Manningham). Elle meurt en décembre 1623. Elle a quatre enfants avec Sussex, qui sont tous décédés avant lui;
- Henry Radclyffe, qui épouse, en février 1614, Jane, fille de Michael Stanhope.
- Thomas Radclyffe.
- Elizabeth Radclyffe, qui épouse John Ramsay, 1er comte de Holderness, le mariage est célébré avec le masque The Hue and Cry After Cupid le 9 février 1608
- Honora Radclyffe.

Il se remarie avec Frances, veuve de Francis Shute, fille d'Hercule Meautas, de West Ham. Elle meurt le 18 novembre 1627.
Sussex est remplacé par son cousin Edward Radclyffe (1552?-1641), fils d'Humphrey Radcliffe d'Elnestow, Bedfordshire, le deuxième fils de Robert Radclyffe, 1er comte de Sussex.